# Luca Crecco
Luca Crecco (Roma, 6 de setembro de 1995) é um futebolista profissional italiano que atua como meia.

## Carreira
Luca Crecco começou a carreira no Lazio.